# الحوطة (حجر)

'

تعديل مصدري - تعديل

الحوطة هي إحدى قرى عزلة الجول بمديرية حجر التابعة لمحافظة حضرموت، بلغ تعداد سكانها 479 نسمة حسب تعداد اليمن لعام 2004.